# Кокшаров, Николай Иванович
Никола́й Ива́нович Кокша́ров (23 ноября [5 декабря] 1818, близ Усть-Каменогорска, Томская губерния — 21 декабря 1892 [2 января 1893], Санкт-Петербург) — русский минералог и кристаллограф, профессор (1851), член Академии наук (1855), директор Горного института (1872—1881), директор Минералогического общества (1865) и редактор многих томов «Записок Минералогического общества». Первый в России внедрил точные кристаллографические исследования.

## Биография

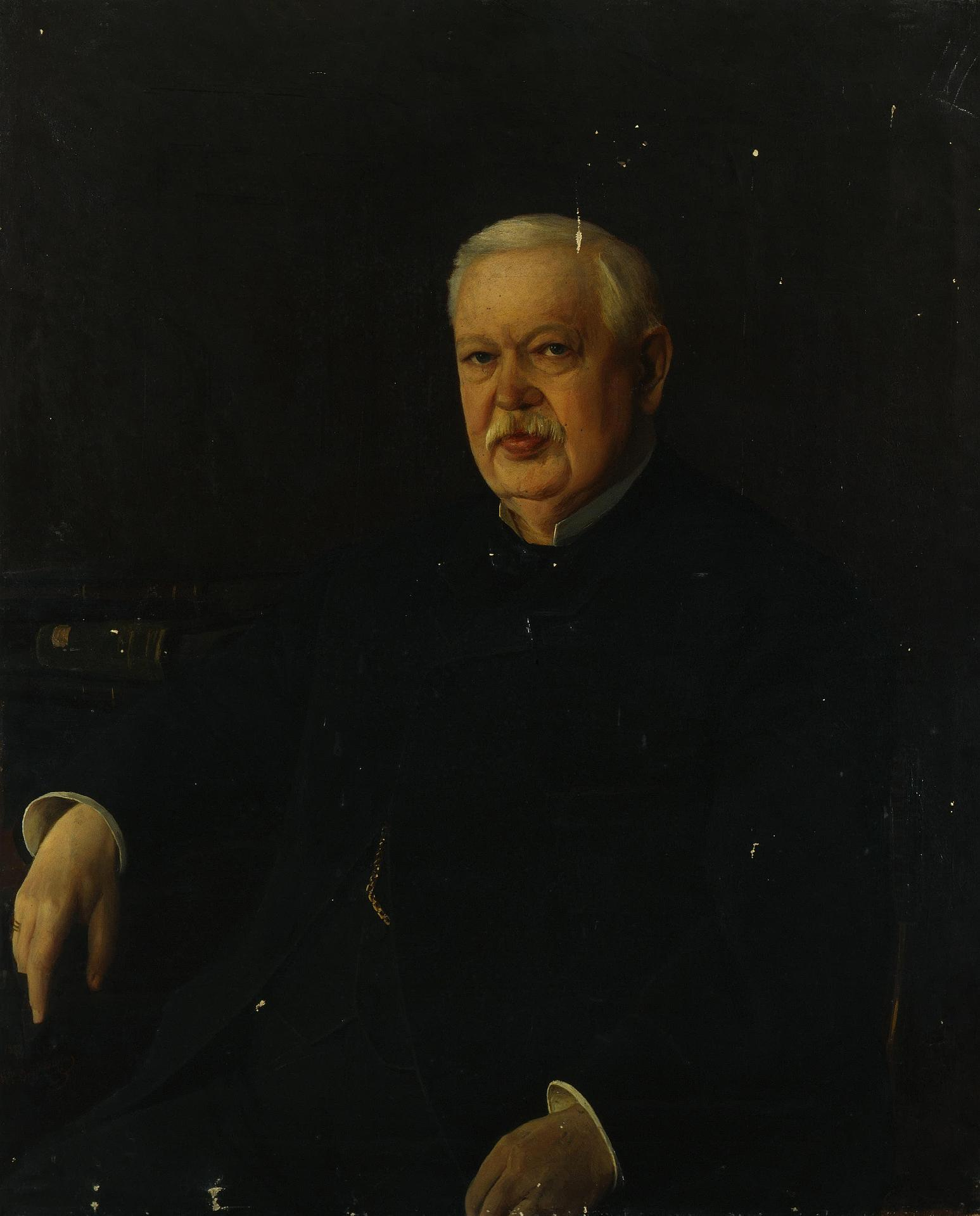
Портрет Кокшарова кисти Н. Ф. Добровольского, 1888 год.

Родился 23 ноября (5 декабря)  1818 года в Томской губернии близ Усть-Каменогорской крепости, где его дед (по матери) князь Эристов был комендантом. Отец — Иван Константинович — был горным инженером.

### Образование
Учился в Институте Корпуса горных инженеров в Санкт-Петербурге.
В 1840 и 1841 годах был помощником в экспедициях Родерика Мурчисона и Эдуарда де Вернейля по Европейской России и Уралу.
В 1842—1845 годах был командирован русским правительством (по просьбе Мурчисона) в Париж и Берлин для продолжения образования.

### Педагогическая и научная работа
В 1846 году был назначен репетитором Института Корпуса горных инженеров.
С 1847 года читал лекции по минералогии, геологии и физической географии, горному искусству и металлургии в:
- Горном институте,
- Институте путей сообщения,
- Земледельческом институте,
- Константиновском училище,
- Пажеском корпусе,
- Первом Кадетском корпусе,
- Санкт-Петербургском университете,
- Техническом училище при Технологическом институте.

В 1849—1852 годах был смотрителем Главной физической обсерватории.
В 1857 году назначен членом Горного Учёного комитета.
В 1855 году был избран адъюнктом Императорской академии наук, 24 мая (5 июня)  1858 года — экстраординарным академиком и 4 (16) марта 1866 — ординарным.
12 (24) марта 1865 года года Минералогическое Общество избрало его своим директором, 8 (20) октября 1865 — почётным членом.
3 (15) ноября 1872 года назначен директором Горного института. Занимал этот пост до 25 августа (6 сентября) 1881 года.
Был членом восьми иностранных академий, 19 русских учёных обществ и 11 заграничных.
Скончался 21 декабря 1892 года (2 января 1893 года) в Санкт-Петербурге в 5 часов утра. Похоронен в Александро-Невской лавре на Никольском кладбище.

## Семья
Сын — Николай (1857—1941), окончил Горный институт (1882), преподавал минералогию и геологию в Лесном институте. С 1908 года — чиновник особых поручений при министре императорского двора, действительный статский советник. Председатель совета Санкт-Петербургского Торгового банка. Председатель правления Брянского рельсопрокатного, железоделательного и механического завода, директор Русского общества «Всеобщая компания электричества». Скончался в эмиграции во Франции 12 августа 1941 года, похоронен на кладбище Монруж.

## Награды и звания

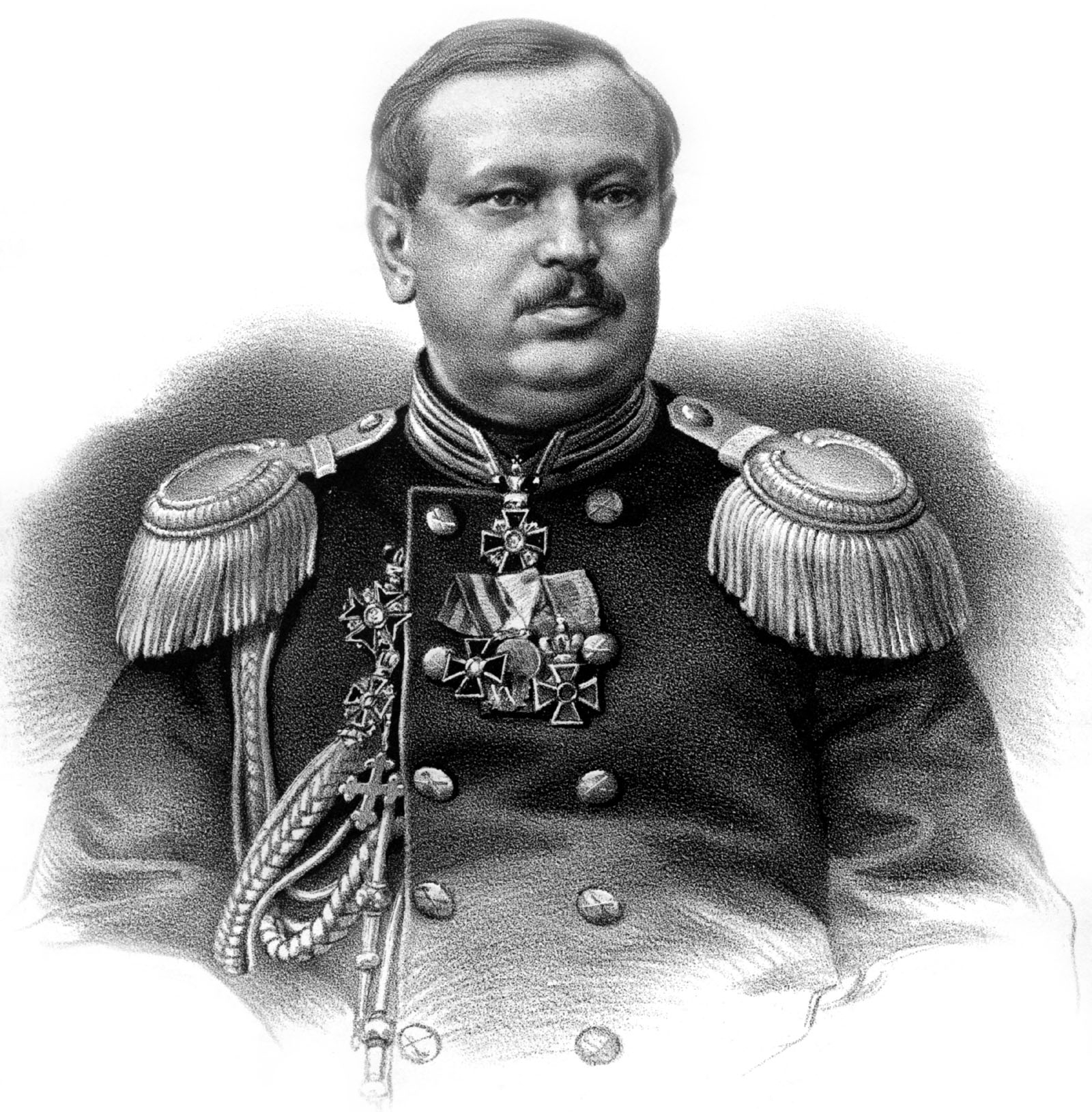
Н. И. Кокшаров, 1865 год.

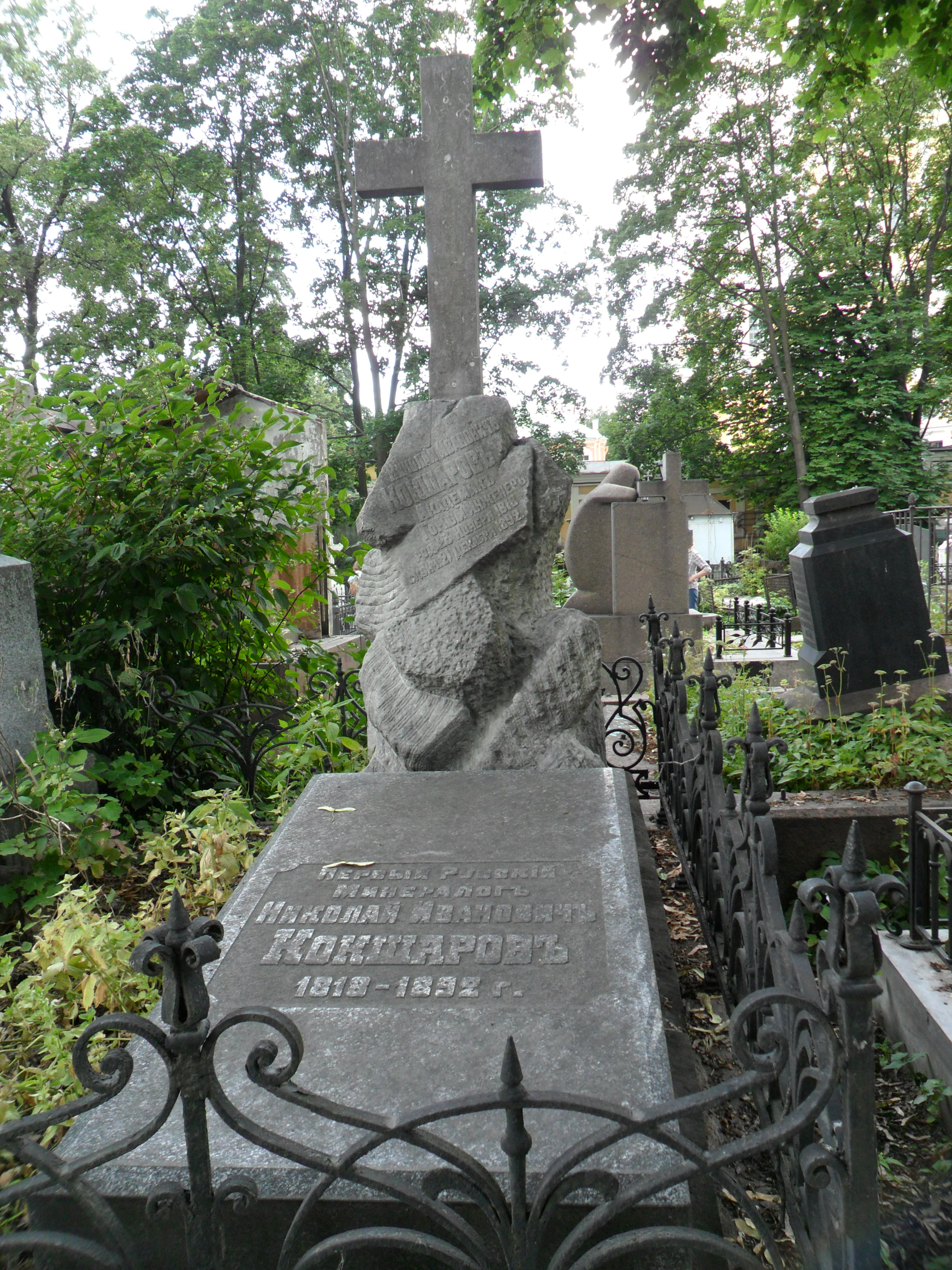
Могила Н. И. Кокшарова на Никольском кладбище Александро-Невской лавры в Санкт-Петербурге.

- 1856 — орден Святого Станислава II степени
- 1858 — орден Святого Станислава II степени с императорской короной
- 1863 — орден Святой Анны II степени
- 1863 — орден Святого Владимира IV степени
- 1864 — орден Святой Анны II степени с императорской короной
- 1870 — орден Святого Владимира III степени
- 1873 — орден Святого Станислава I степени
- 1876 — орден Святой Анны I степени
- 1880 — орден Святого Владимира II степени
- 1886 — орден Белого Орла
- 1889 — орден Святого Александра Невского
- 1891 — знаки ордена Святого Александра Невского
- иностранные ордена.

## Память
- Кокшаровит — минерал, названный в честь Н. И. Кокшарова.